# Гельмут фон Грольман
Гельмут Вільгельм Отто фон Грольман (нім. Helmuth Wilhelm Otto von Grolman; 6 листопада 1898, Райнсгайн — 18 січня 1977, Ганновер) — німецький воєначальник і політик, генерал-лейтенант вермахту. Кавалер Німецького хреста в золоті.

## Біографія
30 червня 1916 року вступив в Прусську армію. Учасник Першої світової війни. 31 грудня 1920 року демобілізований. 1 лютого 1924 року повернувся в армію. З 15 липня 1938 року — 1-й офіцер Генштабу (начальник оперативного відділу) 28-ї піхотної дивізії, з 25 жовтня 1940 року — Генштабу сухопутних військ. 23 листопада 1942 року відправлений в резерв, пройшов підготовку в училищі танкових військ у Вюнсдорфі. З 15 січня 1943 року — командир 1-го танкового полку. З 1 серпня 1943 року — начальник Генштабу 2-ї танкової армії, з 21 липня 1944 року — групи армій «Південна Україна», з 23 вересня 1944 року — «Південь». З 24 березня 1945 року — командир 4-ї кавалерійської дивізії. 9 травня був взятий в полон американськими військами. 31 березня 1948 року звільнений.
В 1949 році вступив в Міністерство у справах біженців Нижньої Саксонії, з 1953 року — статс-секретар. В 1955/57 роках — член кадрової експертної комісії бундесверу. З 19 лютого 1959 року — перший військовий радник бундестагу. 14 липня 1961 року звільнений після звинувачень у гомосексуальних стосунках з сімнадцятирічним офіціантом Екгардом Круллем, який 9 липня спробував накласти на себе руки за допомогою снодійного. 13 липня Грольман спробував отруїтися ціаністим калієм, проте вижив. 24 вересня 1961 року він був засуджений до трьох місяців умовно.

## Сім'я
Був одружений, мав 5 дітей.

## Звання
- Фанен-юнкер (30 червня 1916)
- Фанен-юнкер-єфрейтор (3 вересня 1916)
- Фанен-юнкер-унтерофіцер (31 жовтня 1916)
- Фенріх (29 січня 1917)
- Лейтенант (22 липня 1917)
- Оберлейтенант (1 квітня 1926)
- Ротмістр (1 листопада 1933)
- Майор (1 серпня 1937)
- Оберстлейтенант (1 серпня 1939)
- Генерал-майор (1 грудня 1943)
- Генерал-лейтенант (9 листопада 1944)

## Нагороди
- Залізний хрест 2-го і 1-го класу
- Нагрудний знак військового пілота (Пруссія)
- Орден Альберта (Саксонія), лицарський хрест 2-го класу з мечами
- Пам'ятний знак пілота (Пруссія)
- Почесний хрест ветерана війни з мечами
- Медаль «За вислугу років у Вермахті» 4-го, 3-го і 2-го класу (18 років)
- Застібка до Залізного хреста 2-го і 1-го класу
- Німецький хрест в золоті (12 серпня 1944)